# Jean Kellens
Jean Kellens (* 26. Januar 1944 in Seraing) ist ein belgischer Iranist, dessen Spezialgebiet das Avesta ist. Von 1974 bis 1980 war er Assistent an der Universität von Mainz. Er lehrte bis 1993 an der Universität Lüttich und wurde danach Professor am Collège de France.
Jean Kellens ist einer der führenden Experten in der avestischen Grammatik. Seine Methode, die er selber als „strikte Philologie“ bezeichnet, basiert auf einer ausschließlichen sprachwissenschaftlichen Analyse und lehnt sowohl die Gültigkeit der späteren zoroastrischen Tradition als auch andere historische Quellen ab. Er war in der Lage, bisher gültige, grundlegende Annahmen von den alten Avesta-Texten zu zerlegen und die traditionelle Sicht auf die frühe Geschichte des Zoroastrismus zu revidieren.
Seit 1994 ist er Mitglied der Académie royale des Sciences, des Lettres et des Beaux-Arts de Belgique.

## Veröffentlichungen (Auszug)
- Saošiiant- (= Studia Iranica. Band 3). 1974, S. 187–209.
- Le Fravardin Yasī (1–70). Introduction, édition et glossaire (= Iranische Texte. Heft 6). Wiesbaden 1975.
- Yasna 31,9: La faveur d’Armaiti (=Studia Iranica. Band 4). 1975, S. 145–158.
- Un „ghost-god“ dans la tradition zoroastrienne. In: Indo-Iranian Journal. Band 19, 1977, S. 89–95.
- Yasna 46,1 et un aspect de l’idéologie politique iranienne (= Studia Iranica. Band 11). 1983, S. 143–150.
- Die Religion der Achämeniden (= Altorientalische Forschungen. Band 10). 1983, S. 107–123.
- mit Éric Pirart: Les textes vieil-avestiques. 3 Bände. Wiesbaden 1988, 1990 und 1991, ISBN 978-3-88226-428-9, ISBN 978-3-88226-463-0 und ISBN 978-3-88226-516-3.
- Le panthéon de l’Avesta ancien. Wiesbaden 1994. (Besprechung von Michael Stausberg in: Numen. Band 44, 1997, S. 214 ff.)
- Liste du verbe avestique. Wiesbaden 1995.
- Considérations sur l’histoire de l’Avesta. In: Journal Asiatique. Band 286, 1998, Nr. 2, S. 451–519.
- Essays on Zarathustra and Zoroastrianism. Costa Mesa 2000.
- La quatrième naissance de Zarathushtra. Paris 2006.
- Etudes avestiques et mazdéennes. 5 Bände. Paris 2006–2013.
- Cinq cours sur les Yašts de l’Avesta (= Studia Iranica. Band 59.). Paris 2016, ISBN 978-2-910640-45-3.
- The Achaemenids and the Avesta. In: Bruno Jacobs; Robert Rollinger (Hrsg.): A Companion to the Achaemenid Persian Empire. 2 Bde. Wiley-Blackwell, Hoboken NJ 2021, ISBN 978-1-119-17428-8. S. 1211–1220.

## Festschrift
- Xavier Tremblay, Eric Pirart (Hrsg.): Études indo-iraniennes et indo-européenes offertes à Jean Kellens à l’occasion de son 65e anniversaire. Reichert Verlag, Wiesbaden 2008. ISBN 978-3-89500-651-7.